# Exechohypopion subobscurum
Exechohypopion subobscurum är en tvåvingeart som först beskrevs av Macquart 1942.  Exechohypopion subobscurum ingår i släktet Exechohypopion och familjen svävflugor.
Artens utbredningsområde är Tasmanien. Inga underarter finns listade i Catalogue of Life.